# Яребковица
Яребковица е село в Западна България. То се намира в Община Самоков, Софийска област.

## География
Село Яребковица се намира в планина Верила, най-високият връх, на която е Голям Дебелец. Селото е разделено на няколко махали. Техните имена са Конакчийска, Будинова, Кацарова, Андрова, Шунина, Терзийска, Славкова. До селото водят няколко черни пътища в лошо състояние започващи от селата Крайници, Клисура, Дрен и Ярлово.

## Население
- 1934 г. – 484 жители
- 1946 г. – 537 жители
- 1956 г. – 424 жители
- 1975 г. – 57 жители
- 1992 г. – 9 жители
- 2001 г. – 11 жители
- 2008 г. – 2 жители
- 2009 г. – 1 жител
- 2010 г. – 1 жител
- 2011 г. – 1 жител
- 2013 г. – 3 жители
- 2014 г. – 3 жители

## История
Корените на жителите на това село са от Чуйпетлово, намиращо се в южните склонове на Витоша. Село Чуйпетлово не е било известно на турците два века, но един ден турският паша замръква в местността около селото, а на сутринта чува кукуригането на петел и тръгва по него, стигайки по този начин до селото. Започват нападения и грабежи, които принуждават няколко къщи, от различни родове да се изселят в планината, където са изкарвали през лятото животните на паша. По този начин се създава село Яребковица, като имената на сегашните махали са дадени от заселелите се родове. По аналогичен начин възникват още две родствени високопланински села: Лисец (само на няколко километра север-северозападно от Яребковица) и Плана (в разположената на североизток едноименна планина).
Друг вариант на легендата е, че в Чуйпетлово са се криели хора, преследвани от турците, а за ориентир им служели гласовитите селски петли, кукуригащи не само сутрин, а през целия ден. Причина за разселването е било бързото нарастване на населението и свързаните с това затруднения в практикуване на основния поминък – сезонно пътуващо пасищно планинско овцевъдство.

## Културни и природни забележителности
През месец юни 2006 година в началото на селото, точно до гробищата, на Конакчийската махала е открит параклис, построен на мястото на някогашната църква. Параклисът е построен от човек, живеещ в с. Ресилово, който има къща в Андровата махала.

## Редовни събития
Всяка година на определена дата от годината във всяка махала се събират бившите жители на селото и правят събор. Съборът на Мутафчийската, Конакчийската и Славкова махала се прави на Спасов ден. Ако този ден е през седмицата, хората се събират в първата събота или неделя след Спасов ден. Шунината, Будиновата и Терзийската махала имат събор в първата събота от месец август около празника Преображение Господне.

## Други
До селото освен, че няма хубав път, в него няма ток. Природата е дива и красива. Вековни дървета са сплели клони над черните пътища между махалите. Отвсякъде блика изворна вода. Къщите са запустели. Някога в селото е имало магазин и училище, но вече няма, тъй като в селото живеят само трима души.